# نجمیه خوجه
نجمیه خوجه (آلبانیایی: Nexhmije Hoxha؛ زاده ۸ فوریه ۱۹۲۱ – درگذشته ۲۶ فوریه ۲۰۲۰) همسر انور خوجه، رهبر حزب کمونیست آلبانی بود. او در زمان مرگ پیرترین عضو زنده حزب کمونیست آلبانی بود.

## درگذشت
نجمیه خوجه در ۲۶ فوریه ۲۰۲۰، در سن ۹۹ سالگی در خانه‌اش در تیرانا به مرگ طبیعی درگذشت.